# Colanthura setouchiensis
Colanthura setouchiensis là một loài chân đều trong họ Paranthuridae. Loài này được Nunomura miêu tả khoa học năm 1993.